# Rosemarie Gebler-Proxauf
Rosemarie Gebler-Proxauf, née Rosemarie Proxauf le 25 janvier 1921 à Trutnov en Tchécoslovaquie et morte en mai 2011 à Innsbruck, est une skieuse alpine autrichienne. Elle a participé à deux championnats du monde et remporté plusieurs victoires dans des courses internationales avant et après la Seconde Guerre mondiale.

## Biographie
Rosemarie Proxauf naît à Trutnov, en Tchécoslovaquie, commune natale de sa mère ; elle grandit à Innsbruck, au Tyrol, où ses parents sont installés. Ils l'initient très tôt, ainsi que sa sœur Anneliese d'un an plus jeune, au ski. 
En 1935, elle rejoint le club de ski d'Innsbruck. En 1936 et 1937, elle est championne du Tyrol en combiné alpin. En 1938, après l'annexion de l'Autriche par l'Allemagne nazie, Rosemarie Proxauf est intégrée à l'équipe nationale allemande. En 1939, elle termine ses études secondaires.
Elle remporte sa première victoire internationale en 1940 à Cervinia en Italie ; en 1941, elle remporte la descente, le slalom et le combiné de la coupe Tschammer à Sankt Anton am Arlberg, trois slaloms géants à Lech, Hafelekar et Berchtesgaden, et le championnat allemand de descente à Garmisch-Partenkirchen. Lors de la Coupe du Monde de 1941 à Cortina d'Ampezzo, annulée en 1946 par la Fédération internationale de ski, elle est quatrième en slalom, cinquième en combiné et septième en descente.
Rosemarie Proxauf épouse Leonhard Gebler, qui meurt peu de temps avant la fin de la guerre, et donne naissance à deux filles. 
Elle reprend la compétition après la guerre ; en 1949, elle remporte deux slaloms à Seefeld, un slalom à Auron, le combiné de la Coppa Femina à Abetone, ainsi que le slalom de la course Arlberg-Kandahar à Sankt Anton am Arlberg. En 1950, elle est qualifiée pour les championnats du monde de ski alpin à Aspen aux États-Unis du 13 au 18 février, mais ne termine que douzième du slalom. L'année suivante, elle ne peut se qualifier pour les Jeux olympiques d'hiver de 1952 et met fin à sa carrière.